# Asia Rocsta
L’Asia Rocsta est un véhicule tout-terrain construit par Asia Motors en Corée du Sud. Ce 4x4 est dérivé du modèle de jeep militaire KM410, en dotation dans l'armée sud-coréenne et qui est une version locale de la Jeep Willys M38A/CJ5.  
Asia Motors commercialisa le Rocsta de 1990 à 1997. Son successeur est dès 1998 l'Asia Retona commercialisé sous la marque Kia.
Il est équipé d'une boîte de vitesses manuelle à 5 rapports et de moteurs sous licence Mazda : le 1,8 L essence provient de la Mazda Capella/626 et le 2,2 L Diesel (R2 Magma) de l'utilitaire Mazda Bongo/E2200.
La carrosserie est disponible en version cabriolet (toile souple) ou avec un hard-top.

## Galerie photos

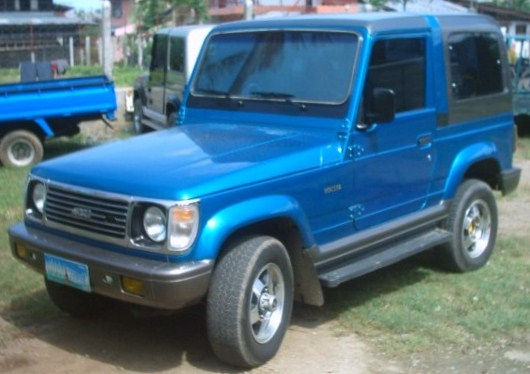
Rocsta R2 avant.
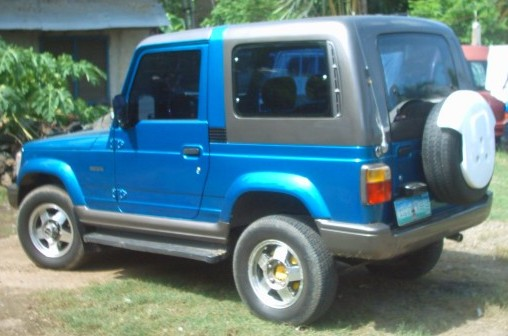
Rocsta R2 arrière.
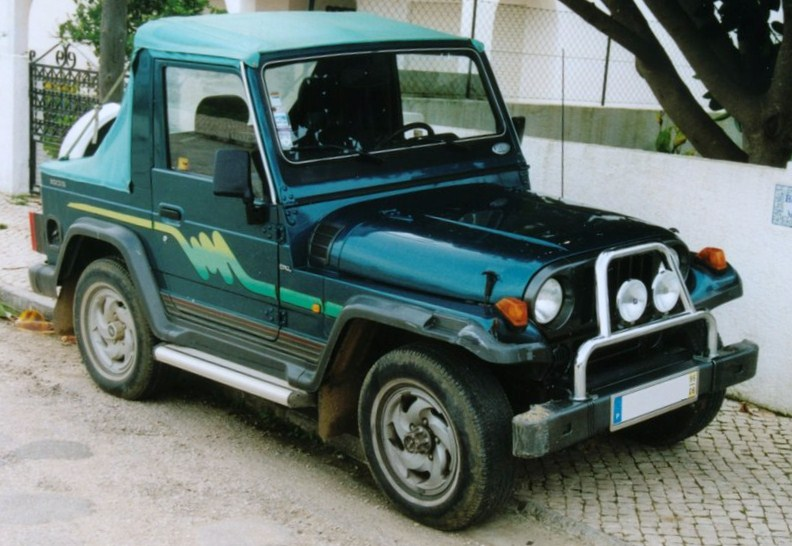
Rocsta R1